# Agésilas II
Pour les articles homonymes, voir Agésilas.
Sauf précision contraire, les dates de cet article sont sous-entendues « avant l'ère commune » (AEC), c'est-à-dire « avant Jésus-Christ ».
Agésilas II, né en -444, roi eurypontide de Sparte de -398 à -360, est l'un des plus grands chefs militaires de son époque, réputé pour sa grandeur d'âme et son courage.
Son nom signifie "celui qui mène le peuple", de ἄγω (ágō, “mener”) + λαός (laós, “peuple”).
Il règne conjointement avec Pausanias Ier (398-395), Agésipolis Ier (394-380), Cléombrote II (380-371), Agésipolis II (371-370) et Cléomène II (370-361) de la famille des Agiades.

## Biographie

### Famille et origines
Il est le fils cadet du roi Archidamos II et d'Eupolie, et un frère du roi Agis II auquel il succède en 398 ; en tant que cadet, il n'est pas destiné à régner et, soumis aux mêmes obligations que ses concitoyens, il reçoit donc une éducation spartiate dure et ordinaire. Il a également une sœur, Cynisca, qui remporte plusieurs fois les Jeux olympiques, et un autre frère nommé Teleutias, qui ne règne jamais, mais l’accompagne plusieurs fois au combat. Sa mère est petite et lui-même est petit et boiteux, mais on le dit beau et de caractère conciliant. Il épouse Cléora dont il a deux filles (Eupolie et Proaugé) et un fils (Archidamos).

### Sa prise de pouvoir
Il n’aurait pas dû régner, mais son frère n’a qu’un fils, Léotychidas, connu pour être un fils bâtard d’Alcibiade. En effet, Timéa aurait trompé son époux Agis avec Alcibiade lors de la nuit qui voit le tremblement de terre (hiver 415/414) : Agis quitte la chambre, Alcibiade l’y remplace et rend Timéa enceinte de Léotychidas.
Agis lui-même délégitima Léotychidas durant toute sa vie. Arrivé au seuil de la mort, face à Léotychidas suppliant et pleurant, il accepte enfin de le reconnaître comme fils légitime. Léotychidas aurait donc dû succéder à Agis, mais sa filiation plus que douteuse va éveiller l’ambition de son oncle Agésilas qui se proclame prétendant au trône. L'affaire est jugée devant l'assemblée des Spartiates et, grâce au soutien de son ami Lysandre dont Agésilas était l’éromène, Agésilas est choisi. Lors du procès, la prophétie suivante circulait « un roi boiteux fera décliner Sparte », et Agésilas est visé puisqu'il boite. Mais Lysandre sait habilement neutraliser la prophétie en clamant qu'un homme atteint de claudication peut bien régner sans que le dieu s'en soucie, mais placer sur le trône un bâtard - Léotychidas - au lieu d'un Héraclide, c'est bien là faire boiter la royauté. C'est donc Agésilas qui règnera, mais il accepte de léguer la moitié de l’héritage d'Agis à Léotychidas, pour ne pas le léser.

### Son règne

#### L’expédition en Asie mineure (396-394)
Agésilas, inspiré par l’expédition des Dix-Mille, prévoit de libérer les Grecs d’Asie mineure puis d'envahir la Perse. Il part avec une armée de 2 000 néodamodes et 6 000 alliés. Il se fait accompagner de 30 superviseurs spartiates dont Lysandre. Désireux d’être le nouvel Agamemnon, il part recueillir le présage au sanctuaire d'Aulis et y sacrifier une biche. Mais les prêtres thébains, en désaccord sur la méthode sacrificielle, interviennent pendant la cérémonie et chassent Agésilas. Depuis lors, Agésilas voue aux Thébains une haine farouche.
Arrivé à Éphèse avec son armée, il se montre de plus en plus inquiet et jaloux de l’aura de Lysandre, qu'il finit par renvoyer en Grèce. Depuis Ephèse, il fait une brillante campagne en Ionie contre Tissapherne de 396 à 394 et libère les Grecs d'Ionie. Après sa victoire sur les bords du Pactole en 395 contre Tissapherne, il pille la Lydie. Sparte lui confie alors aussi le commandement de la flotte, mais ne pouvant à la fois diriger la flotte et poursuivre simultanément son expédition en Asie mineure, il choisit de confier la flotte à son beau-frère Pisandre.
Puis il se dirige sur la Phrygie où il s'allie à Spithridatès — avec le fils duquel, Mégabathès, il entretient une liaison — qui le mène en Mysie et jusqu'en Paphlagonie où il s'allie à Otys (roi des Paphlagoniens). En deux campagnes, il fait un prodigieux butin de plusieurs centaines de talents. De retour dans l'Hellespont, il apprend que la guerre de Corinthe se prépare en Grèce et il rejoint Sparte en urgence. Son armée passe par le nord de la Grèce : les détroits, la Thrace, la Chersonèse, la Chalcidique, la Macédoine.

#### La guerre de Corinthe (394-386)
Thèbes, Athènes, Argos et Corinthe s'étant révoltés, il vainc les Thessaliens alliés aux Thébains en pénétrant en Thessalie.
Arrivé en Béotie, il défait les alliés à la bataille de Coronée le 15 août 394.
Il remporte encore une victoire à Corinthe (391), où il démolit une partie des longs-murs reconstruits par les Athéniens et où en même temps son frère Teleutias s'empare de l'arsenal maritime. En 390, il essuie toutefois à Lechaion une grave défaite infligée par les Athéniens Iphicrate et Callias. 250 Spartiates y périssent, c'est le plus grand dommage infligé à Sparte depuis la bataille de Sphactérie (425).
En 389, il est appelé à combattre pour défendre Calydon en Achaïe contre les Acarnaniens, mais se contente de piller l’Acarnanie. En 388, les Acarnaniens font la paix et se soumettent aux Spartiates pour éviter une nouvelle campagne de pillages. Pendant une vingtaine d’années, il maintient la suprématie des Lacédémoniens, malgré un échec devant Thèbes en 378, jusqu'à la défaite de Sparte et du collègue d'Agésilas II, Cléombrote II, devant Épaminondas à Leuctres (371). Battu une nouvelle fois par Épaminondas à Mantinée en 362, il part en 361 en Égypte pour aider les Égyptiens révoltés. Teos, roi d’Égypte, se moqua de la petite taille d’Agésilas. Dans son ouvrage Histoires d’Égypte, Théopompe mentionne que les Égyptiens s'étant révoltés, Agésilas lui refusa tout secours, et fut cause de sa fuite vers la Perse, après avoir été détrôné. Agésilas meurt en 358 au retour de cette expédition ; Théophraste écrit dans son traité Sur le Plaisir, que sa vie ne fut certes pas « une sinécure de volupté ».
Plutarque et Cornélius Népos ont écrit l’histoire de sa vie et Xénophon a composé son Éloge.

### Intervention en Égypte
Agésilas II intervient en Égypte en 360 av. J.-C. afin de placer Nectanébo II sur le trône du Double Royaume. Ce roi sera le dernier pharaon autochtone du pays : après lui, l'Égypte connaîtra une seconde période d'occupation perse, des pharaons grecs (les Lagides), avant d'être annexée par la République romaine, qui deviendra l'Empire romain en 27 avant notre ère.

## Sources
- Plutarque, Vies parallèles [détail des éditions] [lire en ligne] Vie d'Agésilas
- Cornélius Népos, Vie d'Agésilas.
- Xénophon, Agésilas.